# Lista chorążych reprezentacji Australii na igrzyskach olimpijskich
Lista chorążych reprezentacji Australii na igrzyskach olimpijskich – lista zawodników i zawodniczek reprezentacji Australii, którzy podczas ceremonii otwarcia nowożytnych igrzysk olimpijskich nieśli flagę Australii.

## Chronologiczna lista chorążych
| Lp. | Rok i miejsce                | Chorąży                 | Dyscyplina             |
| --- | ---------------------------- | ----------------------- | ---------------------- |
| 1   | 1896, Ateny                  | b.d.                    |                        |
| 2   | 1900, Paryż                  | b.d.                    |                        |
| 3   | 1904, Saint Louis            | b.d.                    |                        |
| 4   | 1920, Antwerpia              | George Parker           | Lekkoatletyka          |
| 5   | 1924, Chamonix               | b.d.                    |                        |
| 6   | 1924, Paryż                  | Slip Carr               | Lekkoatletyka          |
| 7   | 1928, Amsterdam              | Bobby Pearce            | Wioślarstwo            |
| 8   | 1932, Los Angeles            | Boy Charlton            | pływanie               |
| 9   | 1936, Garmisch-Partenkirchen | b.d.                    |                        |
| 10  | 1936, Berlin                 | Dunc Gray               | Kolarstwo              |
| 11  | 1948, Londyn                 | Les McKay               | Piłka wodna            |
| 12  | 1952, Oslo                   | b.d.                    |                        |
| 13  | 1952, Helsinki               | Mervyn Wood             | Wioślarstwo            |
| 14  | 1956, Cortina d’Ampezzo      | wolontariusz            |                        |
| 15  | 1956, Melbourne              | Mervyn Wood             | Wioślarstwo            |
| 16  | 1960, Squaw Valley           | Vic Ekberg              | Hokej na lodzie        |
| 17  | 1960, Rzym                   | Jock Sturrock           | Żeglarstwo             |
| 18  | 1964, Innsbruck              | b.d.                    |                        |
| 19  | 1964, Tokio                  | Ivan Lund               | Szermierka             |
| 20  | 1968, Grenoble               | Malcolm Milne           | Narciarstwo alpejskie  |
| 21  | 1968, Meksyk                 | Bill Roycroft           | Jeździectwo            |
| 22  | 1972, Sapporo                | b.d.                    |                        |
| 23  | 1972, Monachium              | Dennis Green            | Kajakarstwo            |
| 24  | 1976, Innsbruck              | Colin Coates            | Łyżwiarstwo szybkie    |
| 25  | 1976, Montreal               | Raelene Boyle           | Lekkoatletyka          |
| 26  | 1980, Lake Placid            | Rob McIntyre            | Narciarstwo alpejskie  |
| 27  | 1980, Moskwa                 | Denise Boyd Max Metzker | Lekkoatletyka pływanie |
| 28  | 1984, Sarajewo               | Colin Coates            | Łyżwiarstwo szybkie    |
| 29  | 1984, Los Angeles            | Wayne Roycroft          | Jeździectwo            |
| 30  | 1988, Calgary                | Mike Richmond           | Łyżwiarstwo szybkie    |
| 31  | 1988, Seul                   | Ric Charlesworth        | Hokej na trawie        |
| 32  | 1992, Albertville            | Danny Kah               | Łyżwiarstwo szybkie    |
| 33  | 1992, Barcelona              | Jenny Donnet            | Skoki do wody          |
| 34  | 1994, Lillehammer            | Kirstie Marshall        | Narciarstwo dowolne    |
| 35  | 1996, Atlanta                | Andrew Hoy              | Jeździectwo            |
| 36  | 1998, Nagano                 | Richard Nizielski       | Short track            |
| 37  | 2000, Sydney                 | Andrew Gaze             | Koszykówka             |
| 38  | 2002, Salt Lake City         | Adrian Costa            | Narciarstwo dowolne    |
| 39  | 2004, Ateny                  | Colin Beashel           | Żeglarstwo             |
| 40  | 2006, Turyn                  | Alisa Camplin           | Narciarstwo dowolne    |
| 41  | 2008, Pekin                  | James Tomkins           | Wioślarstwo            |
| 42  | 2010, Vancouver              | Torah Bright            | Snowboarding           |
| 43  | 2012, Londyn                 | Lauren Jackson          | Koszykówka             |
| 49  | 2014, Soczi                  | Alex Pullin             | Snowboarding           |
| 50  | 2016, Rio de Janeiro         | Anna Meares             | Kolarstwo              |
| 51  | 2018, Pjongczang             | Scotty James            | Snowboarding           |
| 52  | 2020, Tokio                  | Cate Campbell           | Pływanie               |
| 52  | 2020, Tokio                  | Patty Mills             | Koszykówka             |
| 53  | 2022, Pekin                  | Laura Peel              | Narciarstwo dowolne    |
| 53  | 2022, Pekin                  | Brendan Kerry           | Łyżwiarstwo figurowe   |